# 빌리 탤런트

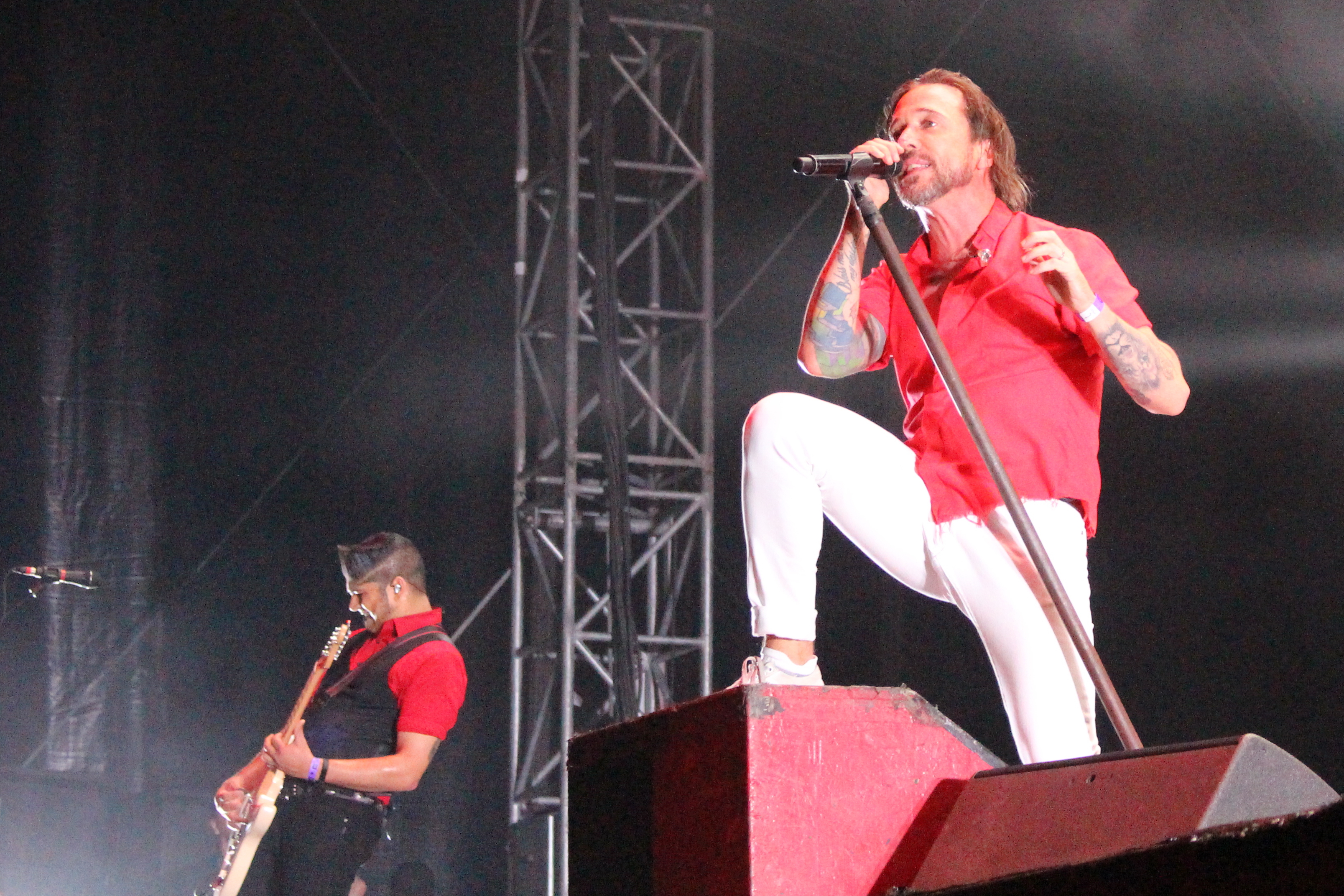

빌리 탤런트(Billy Talent)는 캐나다 온타리오주 미시소가 출신의 캐나다의 록 밴드이다. 리드 보컬리스트 Benjamin Kowalewicz, 기타리스트 Ian D'Sa, 베이스 Jon Gallant, 드러머 Aaron Solowoniuk와 함께 1993년 결성되었다. 지금까지 라인업 변화는 없으나 Solowoniuk는 현재 다발성 경화증 악화로 밴드에서 휴식 상태이며 Jordan Hastings가 현재 그를 대신하고 있다. 28년의 세월 동안 캐나다에서만 백만 장 이상의 음반을 발매했고 국제적으로는 약 300만 장의 음반을 발매했다. 1995년부터 2016년 사이 빌리 탤런트는 캐나다에서 베스트셀링 캐나다 아티스트로 27위의 이름을 올렸으며 캐나다에서의 베스트셀링 캐나다 밴드 기준으로는 톱 10 안에 들었다.
이 밴드는 주류로 성공하기 전까지 거의 10년의 시간이 소요되었다.

## 디스코그래피
스튜디오 음반
- Billy Talent (2003)
- Billy Talent II (2006)
- Billy Talent III (2009)
- Dead Silence (2012)
- Afraid of Heights (2016)
- Crisis of Faith (2022)